# Standhafter Röhrennasenflughund

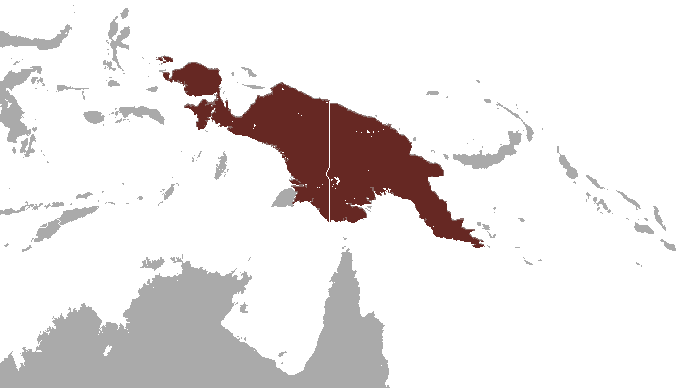
Verbreitungsgebiet des Standhaften Röhrennasenflughundes

Der Standhafte Röhrennasenflughund (Paranyctimene tenax) ist ein auf Neuguinea verbreitetes Fledertier in der Familie der Flughunde. Er bildet zusammen mit dem Ungestreiften Röhrennasenflughund (Paranyctimene raptor) die Gattung Paranyctimene.

## Merkmale
Exakte Angaben zur Körperlänge ohne Schwanz fehlen, jedoch liegt sie im oberen Bereich der Größe des Ungestreiften Röhrennasenflughundes, der 65 bis 94 mm lang wird. Es sind 51 bis 55 mm lange Unterarme, ein 15 bis 21,5 mm langer Schwanz, Hinterfüße von 11 bis 13,5 mm Länge und 11,5 bis 13 mm lange Ohren vorhanden. Ein Exemplar wog 25,5 g. Verglichen mit dem anderen Gattungsvertreter ist der Schädel kräftiger gebaut. Typisch für den Kopf sind längliche Ohren, Augen mit bernsteinfarbener Iris und oft grünlichen Augenringen, graubraunes Fell sowie lange rohrförmige Nasenöffnungen. Auf der Oberseite ist das Fell braun bis dunkelbraun mit oranger Tönung am Nacken bei Weibchen. Im Gegensatz zu vielen anderen Röhrennasenflughunden fehlt ein dunkler Aalstrich auf dem Rücken. Vom gelbweißen Bauch zu den Seiten, zu den Unterarmen und zur Leistenregion wird das Fell dunkler und braun. Gemeinsam mit der anderen Paranyctimene-Art sind dunkle zitronengrüne Flughäute vorhanden, die an den dunkelbraunen Fingern dunkler sind. Der dunkle Schwanz ist nur dicht am Körper in die Schwanzflughaut integriert. Der Standhafte Röhrennasenflughund hat einen gut ausgeprägten Scheitelkamm und einen kleinen Zwischenraum zwischen Eckzahn und erstem Prämolar. Der einzelne untere Schneidezahn pro Seite ist nur bei Jungtieren vorhanden.

## Verbreitung
Dieser Flughund bewohnt ganz Neuguinea und kleinere umliegende Inseln. Er bevorzugt laut wenigen Studien die nördlichen Bereiche der Insel und lebt im Flachland sowie in Gebirgen bis 1350 Meter Höhe. Die Exemplare halten sich in feuchten ursprünglichen und veränderten Wäldern auf und besuchen Gärten.

## Lebensweise
Der Standhafte Röhrennasenflughund ruht einzeln im Blattwerk der Bäume. Vermutlich zählen Früchte wie Feigen oder von Pflanzen der Gattung Pfeffer zur Nahrung. Die Nahrungssuche findet nachts statt. Pro Wurf wird kommt ein Neugeborenes vor.

## Gefährdung
Die IUCN listet die Art aufgrund fehlender Bedrohungen, einer angenommenen großen Population und da mehrere Schutzgebiete vorhanden sind als nicht gefährdet (least concern).